# Aleksander Stpiczyński

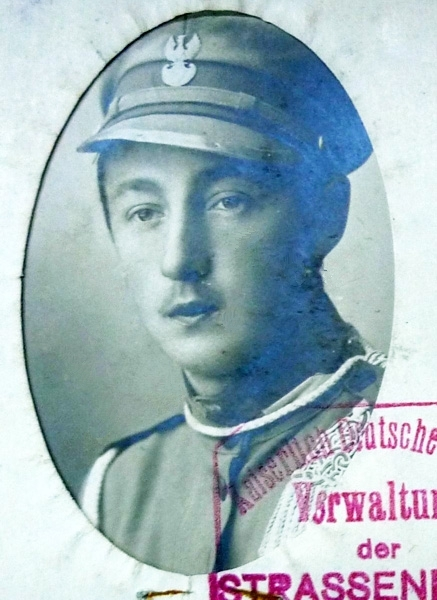
Aleksander Stpiczyński (1918)

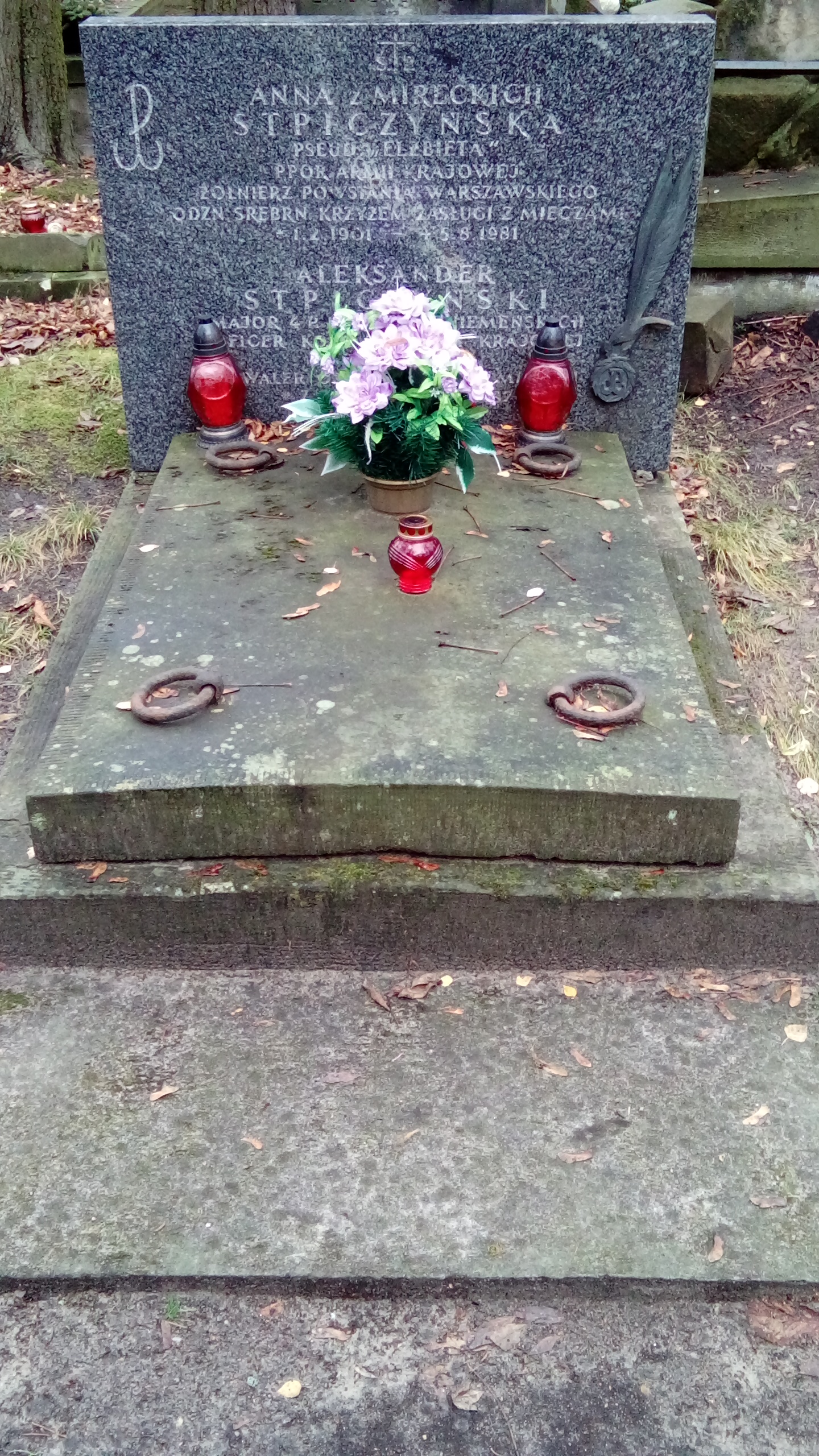
Nagrobek Aleksandra i Anny Stpiczyńskich

Aleksander Stpiczyński vel Jerzy Wilski, vel Aleksander Starzyński, vel Feliks Cieszkowski, vel Jan Nowak, vel Arnold von Lückner, vel Andre Luckner, vel Jacques Fourdan, vel Jan Górski, vel Janusz Zalewski, ps. „Wilski”, „Klara” (ur. 7 kwietnia 1898 we Włocławku, zm. 21 września 1987 w Warszawie) – major kawalerii Wojska Polskiego, oficer wywiadu i kurier Związku Walki Zbrojnej / Armii Krajowej, cichociemny, więzień obozów koncentracyjnych, dziennikarz, kawaler Orderu Virtuti Militari.

## Życiorys
Uczył się w szkole handlowej we Włocławku, w 1917 ukończył szkołę średnią (Polską Centralną Szkołę Komitetu Obywatelskiego) w Mohylewie, od tegoż roku służył w armii rosyjskiej, a od schyłku 1917 w I Korpusie Polskim. Jako żołnierz Wojska Polskiego brał udział w wojnie polsko-ukraińskiej w walkach o Lwów, a następnie w wojnie polsko-bolszewickiej.
Po wojnach pełnił służbę wojskową jako dowódca plutonu, następnie szwadronuw 4 pułku Ułanów Zaniemeńskich w Podbrodziu, a później w Wilnie. 3 maja 1922 został zweryfikowany w stopniu porucznika ze starszeństwem z dniem 1 czerwca 1919 i 279. lokatą w korpusie oficerów jazdy. Urlopowany z wojska studiował architekturę na Politechnice Warszawskiej, zdał tzw. egzamin półdyplomowy. 19 marca 1928 awansował na rotmistrza ze starszeństwem z dniem 1 stycznia 1928 i 8. lokatą w korpusie oficerów kawalerii.
Od 1934 w Oddziale II Sztabu Generalnego, od września do listopada 1934 uczestnik kursu radiowo–szyfrowego oraz informacyjnego. Jako agent „F-8” Wydziału „Wschód” pracował w polskim konsulacie w Kijowie do 1936, a w pierwszej połowie 1939 w Bratysławie. Od czerwca do sierpnia 1939 uczestnik kursu unifikacyjnego dla kapitanów w Centrum Wyszkolenia Piechoty w Rembertowie. Pod koniec sierpnia mianowany delegatem Sztabu Głównego WP przy planowanym do sformowania Korpusie Czeskim w Polsce.
5 września 1939 ewakuował się z Oddziałem II, 22 stycznia 1940 w Paryżu wstąpił do Polskich Sił Zbrojnych pod dowództwem francuskim. Od 19 kwietnia 1940 przydzielony do Komendy Głównej Związku Walki Zbrojnej w Angers. 21 kwietnia 1940 zaprzysiężony na rotę ZWZ (ZWZ-AK), wyznaczony emisariuszem Naczelnego Wodza gen. Władysława Sikorskiego do Komendy Głównej ZWZ.
Oficer Wydziału Wywiadu Ofensywnego Oddziału II KG ZWZ, organizator i kierownik sieci wywiadowczej „Wschód”, następnie referatu wschodniego WW-72, „Pralnia”, obejmującego Litwę, Wileńszczyznę, Łotwę i Białoruś. Po wybuchu wojny niemiecko–sowieckiej organizator oraz do kwietnia 1942 kierownik ośrodka wywiadowczego w Wilnie. Od końca 1942 przydzielony do komórki przerzutowo – wywiadowczej Oddziału II KG AK o kryptonimie „666”, kierowanej przez Kazimierza Leskiego. We współpracy z Działem łączności Zagranicznej Oddziału „B” KG AK organizowali trasy przerzutowe dla kurierów, przez Niemcy, Francję i Hiszpanię.
26 grudnia 1942 wysłany jako kurier gen. Stefana Roweckiego z Warszawy do gen. Władysława Sikorskiego w Londynie wyruszył jako fałszywy pułkownik baron Arnold von Lückner (rzekomy potomek marszałka Francji Mikołaja Lücknera, straconego na szafocie w 1794). Na ówczesnej granicy niemiecko–francuskiej w Elfrigen, wobec braku przepustki granicznej, skierowany do komendy okręgu wojskowego w Strasburgu. Przyjęty przez feldmarszałka Rzeszy Wilhelma von Lista, który udostępnił mu samochód, podwożąc na dworzec kolejowy.
W lutym 1943 wyruszył ponownie w stronę granicy francusko-hiszpańskiej jako Andre Luckner, dzięki pomocy francuskiego ruchu oporu przez część drogi ukryty w tendrze lokomotywy pociągu premiera Vichy Pierre’a Lavala. W nocy 6 lutego 1943 w przygranicznej miejscowości Amelie des Bains aresztowany, osadzony w cytadeli Perpignan. Po podejmowanych kilkakrotnie próbach ucieczki 26 kwietnia 1943 wysłany do obozu koncentracyjnego KL Compiegne. Podczas transportu wraz z czterema współwięźniami uciekł przez wyciętą dziurę w podłodze wagonu. Doznał poważnego urazu kolana, aresztowany, osadzony w szpitalu więziennym w Metz, 11 maja 1943 operowany. 22 lipca uciekł ze szpitala, wykręcając śruby mocujące kratę w oknie oraz schodząc z trzeciego piętra po linie z prześcieradeł. Po nawiązaniu kontaktu z lokalnym ruchem oporu 17 października 1943 przekroczył granicę niemiecko-francuską, 17 października 1943, z konspiracyjnego lądowiska w okolicach Tours odleciał angielskim samolotem do Londynu, tam ponownie poddany operacji kolana. 24 stycznia 1944 odznaczony Orderem Virtuti Militari przez Naczelnego Wodza gen. Kazimierza Sosnkowskiego.
Zgłosił się do służby w okupowanej Polsce, przeszkolony na kursie spadochronowym. Zrzucony do Polski jako cichociemny, w nocy 21/22 września 1944 w sezonie operacyjnym „Odwet”, w operacji lotniczej „Przemek 1”, z samolotu Liberator KG-834 „U” (1586 Eskadra PAF), po starcie z lotniska Campo Casale nieopodal Brindisi, zrzut na placówkę odbiorczą „Rozmaryn”, w okolicach miejscowości Czaryż, 6 km od Secemina. Razem z nim skoczyli cichociemni: ppor. Marian Leśkiewicz, płk Przemysław Nakoniecznikoff-Klukowski, ppor. Zenon Sikorski, por. Tadeusz Sokół, plt. Kazimierz Śliwa. Skoczkowie przerzucili 303 tys. dolarów w banknotach, 3,6 tys. dolarów w złocie oraz 3 miliony złotych na potrzeby AK. Zrzucono także dwanaście zasobników i dwie paczki, razem ze skoczkami w czterech nalotach na placówkę odbiorczą w godz. 00.12 – 00.25. Zrzut skoczków oraz broni przyjął oddział 1 batalionu 3 Pułku Piechoty Legionów AK, dowodzony przez kpt. Jerzego Niemcewicza ps. Kłos. Po skoku w dyspozycji szefa Oddziału II KG AK, uczestniczył w walkach na Kielecczyźnie.
23 grudnia 1944 aresztowany w Krakowie przez Niemców, osadzony w więzieniu Montelupich, przesłuchiwany przez funkcjonariuszy gestapo i Abwehry, torturowany. 16 stycznia 1945 wywieziony do obozu koncentracyjnego Groß-Rosen, później w obozach Mittelbau-Dora, Sachsenhausen i Mauthausen-Gusen. 5 maja 1945 uwolniony przez oddziały amerykańskiej 11 Dywizji Pancernej.
Od 4 sierpnia 1945 w Wielkiej Brytanii, od 14 września przydzielony do Centrum Wyszkolenia Piechoty Polskich Sił Zbrojnych. Od października 1946 do października 1948 w Polskim Korpusie Przysposobienia i Rozmieszczenia. Publikował artykuły m.in. w „Orle Białym”, „Dzienniku Polskim i Dzienniku Żołnierza”, a także w „Dzienniku Polskim” (Detroit, USA).
Od stycznia 1949 do września 1974 wraz z żoną i synem mieszkał w Ekwadorze, gdzie miał plantację, a później był właścicielem baru „Cafe Central” oraz garbarni skór w Quito. Od 1969 zarządzał kolegium salezjanów w San Cristobal.
W 1972 doznał udaru mózgu, został częściowo sparaliżowany. 24 września 1974 razem z rodziną powrócił na stałe do Polski, zamieszkał w Warszawie. Wydał książkę o swych przeżyciach Wbrew wyrokowi losu (wydania 1981 i 1988, oba w wyd. PAX).
Jego żoną była Anna z domu Mirecka (1901-1981), uczestniczka powstania warszawskiego. Oboje zostali pochowani na cmentarzu na Powązkach w Warszawie (kw. B rz. 6 gr. 13)